# Selenops insularis
Selenops insularis là một loài nhện trong họ Selenopidae.
Het dier có ở de Grote Antillen và ở phía nam của Florida.
Loài này thuộc chi Selenops. Selenops insularis được Eugen von Keyserling miêu tả năm 1881.